# سيف الدين شعيب
سيف الدين شعيب هو شيخُ دينٍ درزي كانت ولادته في القرن السابع عشر على الأغلب وهو المؤسس الفعلي لخلوات البياضة أقدس أماكن العبادة عند الموحدون الدروز والموصوفة عندهم بالمحلِ الأزهرِ الشريف.

## بنائة لخلوات البياضة
قُرابة عام 1650 لجأ أهالي حاصبيا بشكل خاص والدروز في الدولة العثمانية بشكل عام للشيخ سيف الدين شعيب ليُعلم أولادهم مسلك التوحيد وقد قبل الشيخ تلك الدعوة وقصد البريّة مع شُبان الدروز وأصبح يلقي عليهم الوعظ والدين فيها؛ إلى أن جاءته فكرة بناءِ خلوةٍ وعندها قصد ذوي طلابه للمساعدة في بناء مكانٍ للعبادةِ والتعليم يختص بمن طلب الزُهد من الطائفة الدرزية.
موقعُ البناء كان في أرضِ كرمٍ مملوك للشيخ سيف الدين شعيب وبعد توّسع الخلوات من خلالِ العمليات التي قام بها المشايخ الدروز منذ ذلك الوقت فبناءُ الشيح سيف الدين يقع شمال المجلسِ الحالي للخلوات بحوالي 150 متر. موقعُ الخلوات الذي اختاره الشيخ كان مُرتفعاً حيثُ تقعُ مدينة حاصبية على سفوحِ جبل الشيخ الغربية الشمالية.

## وفاته
تُشير روايات الدروز إلى أن الشيخ ولد ومات في القرن السابع عشر